# Steffen Wesemann

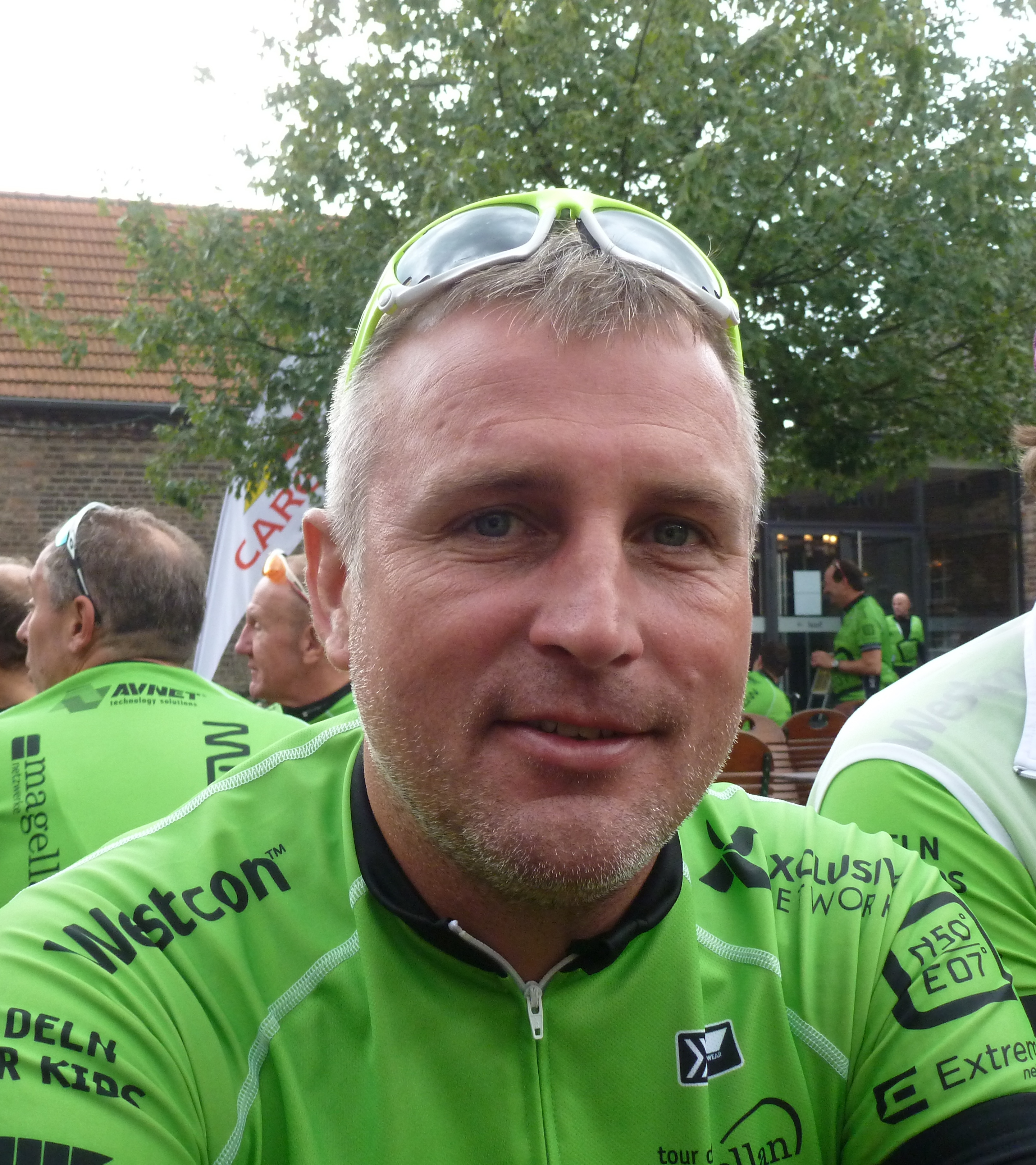
Steffen Wesemann en 2014

Steffen Wesemann (né le 11 mars 1971 à Wolmirstedt en Allemagne) est un coureur cycliste germano-suisse. Il devient professionnel en 1993 dans l'équipe Team Deutsche Telekom dans laquelle il effectue la majeure partie de sa carrière, avant de signer chez Wiesenhof en 2007. Il s'est notamment distingué sur les classiques flandriennes et a remporté le Tour des Flandres 2004. De nationalité allemande jusqu'en 2004, il est devenu citoyen suisse en 2005.

## Biographie

### Carrière
Né en Allemagne de l'Est, Steffen Wesemann commence sa carrière professionnelle après avoir remporté le Tour de Basse-Saxe et la Course de la Paix en 1993. Il rejoint l'équipe allemande Deutsche Telekom, équipe au sein de laquelle il reste jusqu'à la fin de l'année 2006. 
Au mois de juin 2000 il participe notamment au Tour de Suisse. Lors de la première étape disputée à Uster sous la forme d'un contre-la-montre par équipes, la Deutsche Telekom réalise le meilleur temps et remporte cette première étape. A cette occasion, Wesemann s'empare du maillot jaune de leader du classement général. Il le perd cependant dès le lendemain au profit du Suisse Markus Zberg (Rabobank).
Wesemann est considéré comme spécialiste des classiques et en particulier les classiques flandriennes disputées au printemps en Belgique et en France. Mais les courses par étapes disputées sur une semaine lui conviennent également. Il détient notamment le record de victoires sur la Course de la Paix, avec cinq titres. En 2002, il se classe deuxième de Paris-Roubaix, à trois minutes du vainqueur, le Belge Johan Museeuw. Sa plus grande victoire reste sa victoire obtenue sur le Tour des Flandres en 2004. Lors d'un sprint à trois, il s'impose devant les deux coureurs belges Leif Hoste et Dave Bruylandts. 
Depuis le 19 septembre 2005, Wesemann est un citoyen suisse. Il dispute le championnat du monde sur route 2005 avec l'équipe nationale suisse. 
En 2007, il bénéficie d'une invitation octroyée à sa nouvelle équipe Wiesenhof et termine troisième de Paris-Roubaix. 
Lors de la saison 2008, Wesemann rejoint l'équipe Cycle Collstrop. Après cette saison, il met un terme à sa carrière. Il devient par la suite agent de coureurs.

### Vie personnelle
Steffen Wesemann est le fils de Wolfgang Wesemann, un ancien coureur cycliste qui a été champion d'Allemagne de l'Est sur route. Il est marié et vit avec sa femme et son fils à Küttigen en Suisse.

## Palmarès

### Palmarès amateur
- 1989
  -  Médaillé de bronze du championnat du monde sur route juniors
- 1990
  - 2e de Paris-Bourges
- 1991
  - Classement général du Berliner Etappenfahrt
  - 2e du championnat d'Allemagne du contre-la-montre par équipes amateurs
- 1992
  - Tour de Basse-Saxe :
    - Classement général
    - Prologue a et 9eb étapes

  - Course de la Paix :
    - Classement général
    - 1re et 4e étapes

  - Grand Prix de Buchholz
  - 3e du championnat d'Allemagne sur route amateurs
  - 3e du Tour de Rhénanie-Palatinat

### Palmarès professionnel
| - 1993 - 5ea étape de la Semaine catalane - 11e étape du Tour de l'Avenir - 1995 - 2e du Grand Prix E3 - 3e du Grand Prix du canton d'Argovie - 1996 - Course de la Paix : - Classement général - 1re, 2e, 4ea (contre-la-montre), 5e, 8e, 9e et 10e étapes - 1997 - Course de la Paix : - Classement général - Prologue, 2e, 3e et 7e étapes - 1998 - Tour de l'Aéroport de Cologne-Bonn - 4ea étape du Tour de Castille-et-León - Prologue du Tour de Saxe - 2e de la Course de la Paix - 2e du Tour de Saxe - 1999 - Course de la Paix : - Classement général - 2e, 7e (contre-la-montre) et 10e étapes - 9e de Gand-Wevelgem - 2000 - 4e étape du Tour Down Under - Tour de Cologne - Grand Prix du canton d'Argovie - 1re et 4e (contre-la-montre) étapes de la Course de la Paix - 1re étape du Tour de Suisse (contre-la-montre par équipes) - 2e du Het Volk - 2e du championnat d'Allemagne sur route - 3e du Tour Down Under - 3e du Grand Prix de Buchholz - 3e de la Course de la Paix - 9e de Gand-Wevelgem - 9e de Paris-Roubaix | - 2001 - 2e du Grand Prix E3 - 3e de Gand-Wevelgem - 7e de Paris-Roubaix - 2002 - 2e de Paris-Roubaix - 2003 - Tour de l'Aéroport de Cologne-Bonn - Course de la Paix : - Classement général - 3e étape - 5e étape du Tour de Saxe - 2e du Grand Prix E3 - 2004 - Tour des Flandres - 6e de la Coupe du monde - 2005 - 6e du Championnat de Zurich - 2006 - 2e de l'Amstel Gold Race - 6e de Paris-Roubaix - 10e de l'Eneco Tour - 2007 - 3e de Paris-Roubaix - 3e du Grand Prix de Buchholz |  |

## Résultats sur les classiques
- Paris-Roubaix : 2e (2002), 3e (2007), 6e (2006), 7e (2001), 9e (2000), 16e (2004), 16e (2005), 28e (2008)
- Tour des Flandres : 1er (2004), 12e (1997), 12e (2001), 16e (2007)
- Gand-Wevelgem : 3e (2001), 9e (1999), 9e (2000)
- Amstel Gold Race : 2e (2006), 15e (2000), 20e (2004)
- Liège-Bastogne-Liège : 11e (2004)

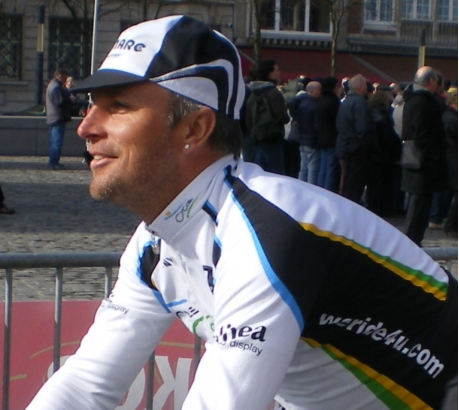
S.Wesemann en mars 2008

- Championnat de Zürich : 6e (2005)
- Circuit Het Volk : 2e (2000), 11e (2006)
- Grand Prix E3 : 2e (1995), 2e (2001), 2e (2003), 6e (2005), 8e (2002), 19e (2004)

## Résultats sur les grands tours

### Tour de France
4 participations
- 1999 : 73e du classement général
- 2000 : abandon lors de la 14e étape
- 2001 : abandon lors de la 13e étape
- 2002 : 99e du classement général

### Tour d'Italie
3 participations
- 1993 : abandon (7e étape)
- 1994 : abandon
- 1995 : abandon (11e étape)

### Tour d'Espagne
4 participations
- 1995 : 99e
- 1996 : 80e
- 2003 : 110e
- 2004 : abandon (5e étape)

## Classements mondiaux
| Année              | 2005 | 2006 | 2007 | 2008 |
| ------------------ | ---- | ---- | ---- | ---- |
| Classement ProTour | 119e | 49e  |      |      |
| UCI Europe Tour    |      |      | 800e | 667e |